# جنوب وودفورد (محطة مترو أنفاق لندن)
جنوب وودفورد (بالإنجليزية: South Woodford) هي إحدى محطات مترو أنفاق لندن. تقع على خط سينترال افتتحت في المنطقة (Zone) رقم 4 افتتحت في 22 أغسطس 1856، 14 ديسمبر 1947.